# موجة عرضية

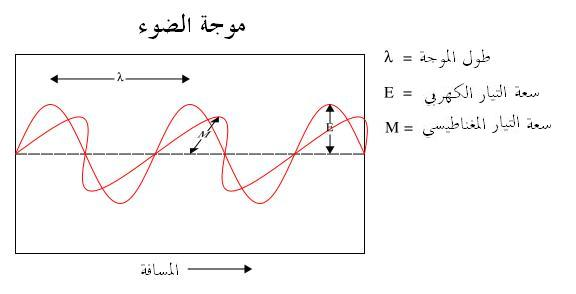
رسم يوضح أحد أشهر الموجات الكهرومغناطيسية، موجة الضوء.

الموجة المستعرضة هي موجة متحركة تتكون من ترددات عمودية على اتجاه انتشار الموجة. تتكون الموجة العرضية من قمم وقيعان. أشهر الموجات العرضية هي الموجات المائية والموجات الكهرومغناطيسية.
الطول الموجي للموجة المستعرضة هو المسافة بين قمتين متتاليتين أو قاعين متتالين أو بين أي نقطتين متتاليتين لهما نفس الطور(نفس السرعة ونفس السعة ونفس الاتجاه)
الخواص الموجية للموجة المستعرضة:

قمة و قاع :هي النقاط المرتفعة و المنخفضة

السعة :هي أقصى ازاحة من حالة السكون

الطول الموجي :هو المسافة بين قمتين أو بين قاعيين متتاليين أو المسافة بين أي نقطتين لهما نفس الطور

0
التردد :هو عدد الموجات الكاملة المنتجة لكل ثانية ، أمثلة على الموجات المستعرضة : رفرفة الأعلام ، وحركه نفض الغبار عن البطانية .

موجة زلزالية وهي موجة مستعرضة